# アドルフ・ブルガー

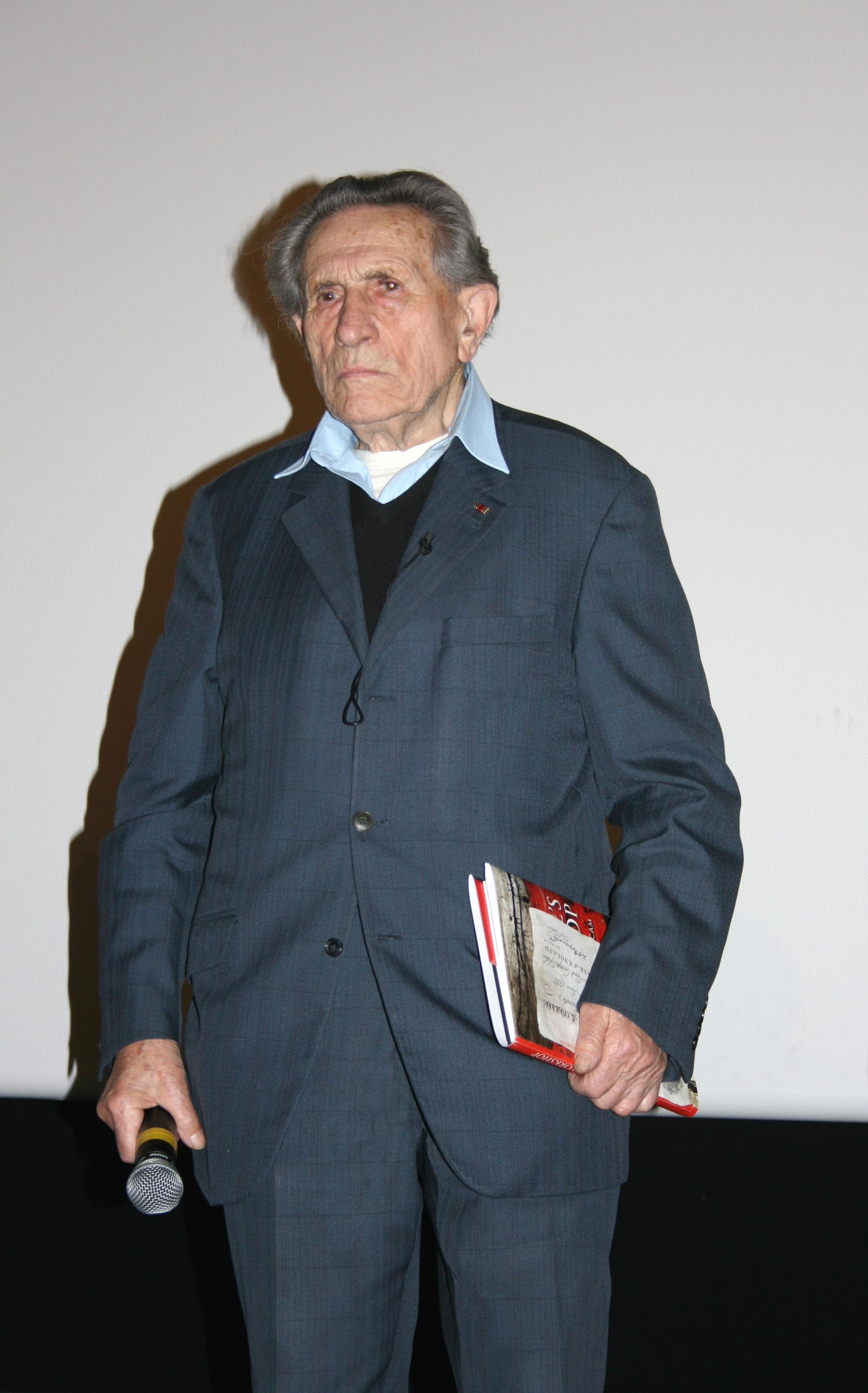
2008年1月、パリにおける『ヒトラーの贋札』のプレミアでのアドルフ・ブルガー

アドルフ・ブルガー（Adolf Burger、1917年8月12日 - 2016年12月6日）は、スロバキア生まれの印刷業者、ジャーナリスト、ホロコースト生還者。
若くして印刷技術を学び、ナチスが台頭を始めたポーランドにおいてユダヤ人が身分を偽り迫害から逃れるためのカトリック洗礼証明書を偽造していた。第二次世界大戦のさなか親衛隊によって捕えられ、アウシュヴィッツ＝ビルケナウ強制収容所に収容される（妻は収容され処刑されている）が、印刷工としての手腕を買われてザクセンハウゼン強制収容所に移送され、親衛隊主導による紙幣贋造作戦「ベルンハルト作戦」に携わることとなる。この後さらにマウトハウゼン強制収容所に移され、1945年5月5日に収容所に到着したアメリカ軍に保護された。
終戦後、自らの体験を後世に伝えるためジャーナリストとなり、出版や講演を通じてファシズムを糾弾する活動を続けた。
2016年12月6日、プラハで死去。99歳没。

## フィルモグラフィー
- 書籍『ヒトラーの贋札 悪魔の工房』
- 映画『ヒトラーの贋札』